# ゴーリー・ワウ
「ゴーリー・ワウ」（Betcha by Golly, Wow）は、スタイリスティックスのシングル。デビュー・アルバム『スタイリスティックス登場』(The Stylistics)からの4枚目のシングルとして1972年2月17日に発売された。
トム・ベルとリンダ・クリードによって制作されたこの楽曲は、元々は「キープ・グローイング・ストロング」(Keep Growing Strong)という題名で、1970年1月に女優のコニー・スティーブンスの歌唱で発売されたものであるが、バラードにアレンジされラッセル・トンプキンス・ジュニアのファルセット・ボーカルで歌われた1972年のこのヴァージョンで広く知られるようになり、スタイリスティックスの代表曲の一つとなった。
スタイリスティックスの「ゴーリー・ワウ」は、全米ビルボードシングルチャートで3位、R&Bチャートでは2位を記録する大ヒットとなり。イギリスの全英シングルチャートでも13位となった。
スモーキー・ロビンソンやジョニー・マティスを筆頭に多数のアーティストにカバーされ、1996年にはプリンスがカバーしシングル発売したことでも知られている。

## トラック・リスト

### 7インチ・シングル
| #  | タイトル                                  | 作詞 | 作曲・編曲 | 時間 |
| -- | ----------------------------------------- | ---- | ---------- | ---- |
| 1. | 「ゴーリー・ワウ (Betcha by Golly, Wow)」 |      |            | 3:17 |
| 2. | 「エボニー・アイズ (Ebony Eyes)」         |      |            | 2:17 |

## チャート記録

### 週間
| チャート(1972)                                                                        | 最高位 |
| ------------------------------------------------------------------------------------- | ------ |
| アメリカ「ホット100・シングルチャート」(Billboard Hot 100)                            | 3      |
| アメリカ「ホットR&B/ヒップホップ・シングルチャート」(Billboard Hot R&B/Hip-Hop Songs) | 2      |
| アメリカ「アダルト・コンテンポラリー・チャート」(Adult Contemporary)                  | 7      |
| イギリス「全英シングルチャート」(UK Singles Chart)                                    | 13     |
| カナダ「RPM・シングルチャート」(RPM)                                                  | 20     |
| ニュージーランド「ニュージーランド・リスナー」(New Zealand Listener)                  | 5      |

### 年間
| チャート(1972)                                                  | 位 |
| --------------------------------------------------------------- | -- |
| アメリカ「年間ビルボード・ホット・チャート」(Billboard Hot 100) | 18 |
| カナダ「年間RPM・シングルチャート」(RPM)                        | 48 |

## プリンスによるカバー
「ゴーリー・ワウ!」（Betcha by Golly, Wow!）は、プリンス（当時は、♂と♀を組み合わせたシンボルマーク名義）のシングル。20thアルバム『イマンシペイション』(Emancipation)からの1枚目のシングルとして1996年11月13日に先行発売された。
プリンスは長年、スタイリスティックスの「ゴーリー・ワウ」のカバーをシングル発売したいと思っていたが、ワーナー・ブラザース・レコードがそれを許可しなかったため、ずっと実現されなかった。
プリンス主宰のペイズリー・パーク・レコードが、プリンス以外のアーティストの売上不振のため1994年にワーナーによって閉鎖された後、妥協案として後継の独立レーベルのNPGレコードの設立が許可されるが、プリンス支持者らが退社した後のワーナーの後任者たちと、自由に作品を発表したいプリンスとの関係はこじれ続け、ついにプリンスは1996年にワーナーと決別した。
そして「解放」を意味する祝祭的な記念アルバム『イマンシペイション』を制作し、「ゴーリー・ワウ」のカバー実現の運びとなったが、当時のプリンスの妻であったマイテ・ガルシアの23歳の誕生日にほぼ合わせてのシングル発売となった。プリンス初のカバー・ソングでもあるこの作品は、コーラスが多重録音されており、プリンスのボーカルの広い音域が存分に披露されている。
同年の2月14日にマイテと電撃結婚していたプリンスは、4月には彼女が妊娠していることを公表していた。こうしたプライベートの幸福な状況下でアルバム収録の楽曲制作が行なわれていたが、10月16日に誕生した長男アミール (Amiir)が先天的な頭蓋骨と脳の障害のために生後数週間で死亡してしまう悲劇に見舞われた。
しかし、新作アルバムの宣伝のため来日した時もプリンスはその悲痛な出来事を語らずに、気丈にプロモーション活動を行なっていた。産まれてくる子供のためにペイズリー・パークの一室を子供部屋用に改装していたというエピソードも後々に知られることなり、関係者の話によると、プリンスは、アミールの命を救うために数千万円もする生命維持装置を購入したが、医師の助言により最終的にはその機器を止めることに同意したという。

### トラック・リスト
| #  | タイトル                                                                    | 作詞 | 作曲・編曲 | 時間 |
| -- | --------------------------------------------------------------------------- | ---- | ---------- | ---- |
| 1. | 「ゴーリー・ワウ! (Betcha by Golly, Wow!)」                                 |      |            | 3:32 |
| 2. | 「ライト・バック・ヒア・イン・マイ・アームス (Right Back Here In My Arms)」 |      |            | 4:41 |

### レコーディング・ミュージシャン
出典は
- プリンス - リード・ボーカル、バック・ボーカル、インストゥルメンション、レコーディング・エンジニア、ミキシング・エンジニア
- マイケル・ブランド（英語版） – ドラムス
- モリス・ヘイズ (Morris Hayes) – キーボード
- トミー・バーバレラ（英語版） – キーボード
- ソニー・T（英語版） – ベース
- ヴラド・メラー（英語版） - マスタリング・エンジニア
- カーク・ジョンソン (Kirk Johnson) - レコーディング・エンジニア、ミキシング・エンジニア
- レイ・ハーンフェルト (Ray Hahnfeldt) – レコーディング・エンジニア、ミキシング・エンジニア
- スティーブ・ダーキー (Steve Durkee) - レコーディング・エンジニア、ミキシング・エンジニア
- HM・バフ (HM Buff) - レコーディング・エンジニア、ミキシング・エンジニア
- シェーン・ケラー (Shane Keller) - レコーディング・エンジニア、ミキシング・エンジニア
- トム・タッカー (Tom Tucker) - レコーディング・エンジニア、ミキシング・エンジニア

### ミュージック・ビデオ
曲のイントロで、座っている幼児たちが回転している愛らしい姿が印象的なミュージック・ビデオは、プリンス自身が監督・脚本し、ダンサー・女優のジョアン・プスーシチ (Joanne Pesusich)と共演しいている。振付けはティナ・ランドンが担当し、撮影はペイズリー・パーク・スタジオのサウンド・ステージで行われた。

### チャート記録（週間）
| チャート(1996-1997)                                                                      | 最高位 |
| ---------------------------------------------------------------------------------------- | ------ |
| アメリカ「ビルボード・ホットR&B/ヒップホップ・エアプレイ」(R&B/Hip-Hop Airplay)          | 10     |
| アメリカ「アダルトR&B・エアプレイ」(Adult R&B Airplay)                                   | 1      |
| アメリカ「メインストリームR&B/ヒップホップ・エアプレイ」(Mainstream R&B/Hip-Hop Airplay) | 8      |
| アメリカ「リズミック・チャート」(Rhythmic (chart))                                       | 10     |
| アメリカ「メインストリーム・トップ40」(Mainstream Top 40)                                | 23     |
| アメリカ「アダルト・ポップ・エアプレイ」(R&B/Hip-Hop Airplay)                            | 38     |
| イギリス「全英シングルチャート」(UK Singles Chart)                                       | 11     |
| イタリア「音楽ディスク・チャート」(Musica e dischi)                                      | 2      |
| オーストラリア「ARIAチャート」(ARIA Charts)                                              | 18     |
| オランダ「シングル・トップ100」(Dutch Single Top 100)                                    | 42     |
| スイス「シュヴァイツァー・ヒットパラーデ」(Swiss Hitparade)                              | 27     |
| ドイツ「公式ドイツ・チャート」(Offizielle Deutsche Charts)                               | 62     |
| ベルギー「ウルトラトップ50」(Ultratop)                                                   | 5      |

## その他のカバー・アーティスト
出典は
- スモーキー・ロビンソン&ザ・ミラクルズ（英語版）（1972年） - アルバム『Flying High Together』に収録。
- ジョニー・マティス（1972年） - アルバム『The First Time Ever (I Saw Your Face)』に収録。
- ラムゼイ・ルイス（1973年） - アルバム『Funky Serenity』に収録。
- フレディ・ハバード（1975年） - アルバム『Polar AC』に収録。
- フィリス・ハイマン（英語版） feat. ノーマン・コナーズ（英語版）（1976年） - アルバム『The Legacy of Phyllis Hyman』『You Are My Starship』に収録。
- ディオンヌ・ワーウィック（1982年） - アルバム『Friends in Love』に収録。
- MEG (Freestyle)（1990年） - アルバム『Lover Girl』に収録。
- アーロン・ネヴィル（1993年） - アルバム『The Grand Tour』に収録。
- スタンリー・ジョーダン（1994年） - アルバム『Bolero』に収録。
- ゴスペラーズ（1995年） - アルバム『The Gospellers』に収録。
- スリー・プラス (Three Plus)（2002年）- アルバム『For you』に収録。
- シュガーベイブス（2007年） - 企画アルバム『Radio 1: Established 1967』に収録。
- Aaradhna（英語版）（2008年） - アルバム『Sweet Soul Music』に収録。
- パット・メセニー（2011年） - アルバム『What's It All About』に収録。
- アフター7 （英語版）（2016年） - アルバム『Timeless』に収録。
- グラント・グリーン（2020年） - アルバム『Plays the R&B Hits』に収録。

## 他の楽曲へのサンプリング
出典は
- マライア・キャリー「Stay the Night」（2005年） -アルバム『MIMI』に収録。
- チャールズ・ハミルトン（英語版）「Writing in the Sky」（2008年） -アルバム『The Pink Lavalamp』に収録。
- G・ハーボ「Write Your Name」（2014年） -アルバム『Welcome to Fazoland』に収録。
- ラリー・ジューン（英語版）「Trap Trap Trap」（2018年） -アルバム『Sock It to Me, Pt. 2』に収録。
- DABOYWA「loop」（2019年） - アルバム『PETRICHOR』に収録。

## 他の楽曲へのインターポレイト（補間）
出典は
- グランドプーバ（英語版）「I Like It (I Wanna Be Where You Are)」（1995年） - アルバム『2000』に収録。
- バスタ・ライムス「Salute Da Gods!!」（2000年） -アルバム『Anarchy』に収録。